# Portsmouth (Virginia)
Portsmouth is een stad in de Amerikaanse staat Virginia en telt 100.565 inwoners. Het is hiermee de 236e stad in de Verenigde Staten (2000). De oppervlakte bedraagt 86,0 km², waarmee het de 186e stad is.

## Demografie
Van de bevolking is 13,8 % ouder dan 65 jaar en bestaat voor 27,5 % uit eenpersoonshuishoudens. De werkloosheid bedraagt 4,2 % (cijfers volkstelling 2000).
Ongeveer 1,7 % van de bevolking van Portsmouth bestaat uit hispanics en latino's, 50,6 % is van Afrikaanse oorsprong en 0,8 % van Aziatische oorsprong.
Het aantal inwoners daalde van 103.910 in 1990 naar 100.565 in 2000.

## Klimaat
In januari is de gemiddelde temperatuur 3,9 °C, in juli is dat 25,7 °C. Jaarlijks valt er gemiddeld 1133,9 mm neerslag (gegevens op basis van de meetperiode 1961-1990).

## Geboren in Portsmouth (VA)
- Ace Parker (1912-2013), honkballer
- Virginia C. Andrews (1923-1986), romanschrijfster
- Jim Moody (1949), acteur
- Kenneth Bowersox (1956), astronaut
- Missy Elliott (1971), rapper, zangeres, songwriter en producer
- LaTasha Colander (1976), sprintster
- Stowe Buntz (1979), darter
- LaShawn Merritt (1986), sprinter
- Jalen Smith (2000), basketballer

In 1959 werd de band Bill Deal & the Rhondels in Portsmouth opgericht.
County's:

Accomack County · Albemarle County · Alleghany County · Amelia County · Amherst County · Appomattox County · Arlington County · Augusta County · Bath County · Bedford County · Bland County · Botetourt County · Brunswick County · Buchanan County · Buckingham County · Campbell County · Caroline County · Carroll County · Charles City County · Charlotte County · Chesterfield County · Clarke County · Craig County · Culpeper County · Cunmberland County · Dickenson County · Dinwiddie County · Essex County · Fairfax County · Fauquier County · Floyd County · Fluvanna County · Franklin County · Frederick County · Giles County · Gloucester County · Goochland County · Grayson County · Greene County · Greensville County · Halifax County · Hanover County · Henrico County · Henry County · Highland County · Isle of Wight County · James City County · King and Queen County · King George County · King William County · Lancaster County · Lee County · Loudoun County · Louisa County · Lunenburg County · Madison County · Mathews County · Mecklenburg County · Middlesex County · Montgomery County · Nelson County · New Kent County · Northampton County · Northumberland County · Nottoway County · Orange County · Page County · Patrick County · Pittsylvania County · Powhatan County · Prince Edward County · Prince George County · Prince William County · Pulaski County · Rappahannock County · Richmond County · Roanoke County · Rockbridge County · Rockingham County · Russell County · Scott County · Shenandoah County · Smyth County · Southampton County · Spotsylvania County · Stafford County · Surry County · Sussex County · Tazewell County · Warren County · Washington County · Westmoreland County · Wise County · Wythe County · York County
Onafhankelijke steden:

Alexandria · Bristol · Buena Vista · Charlottesville · Chesapeake · Colonial Heights · Covington · Danville · Emporia · Fairfax · Falls Church · Franklin · Fredericksburg · Galax · Hampton · Harrisonburg · Hopewell · Lexington · Lynchburg · Manassas · Manassas Park · Martinsville · Newport News · Norfolk · Norton · Petersburg · Poquoson · Portsmouth · Radford · Richmond · Roanoke · Salem · Staunton · Suffolk · Virginia Beach · Waynesboro · Williamsburg · Winchester